# Verrebeekmolen
De Verrebeekmolen is een stenen windmolen in de Oost-Vlaamse gemeente Opbrakel (Brakel). 
De molen staat langs het Mijnwerkerspad op de Verrebekekouter in de Vlaamse Ardennen. De stenen windmolen (bakstenen grondzeiler) werd vanaf 1789 gebouwd als oliemolen door J.B. van Damme; op het einde van de 19e eeuw werd het een graanmolen. De molen werkte tot 1938. en de molenkap eraf gehaald en raakte de Verrebeekmolen in verval. In 1983 raakte de molen zwaar beschadigd door een storm; naderhand werd hij volledig ontmanteld. Van 1994 tot 1996 werd de molen naar het oude model heropgebouwd. Sinds 1978 is de Verrebeekmolen beschermd als monument.

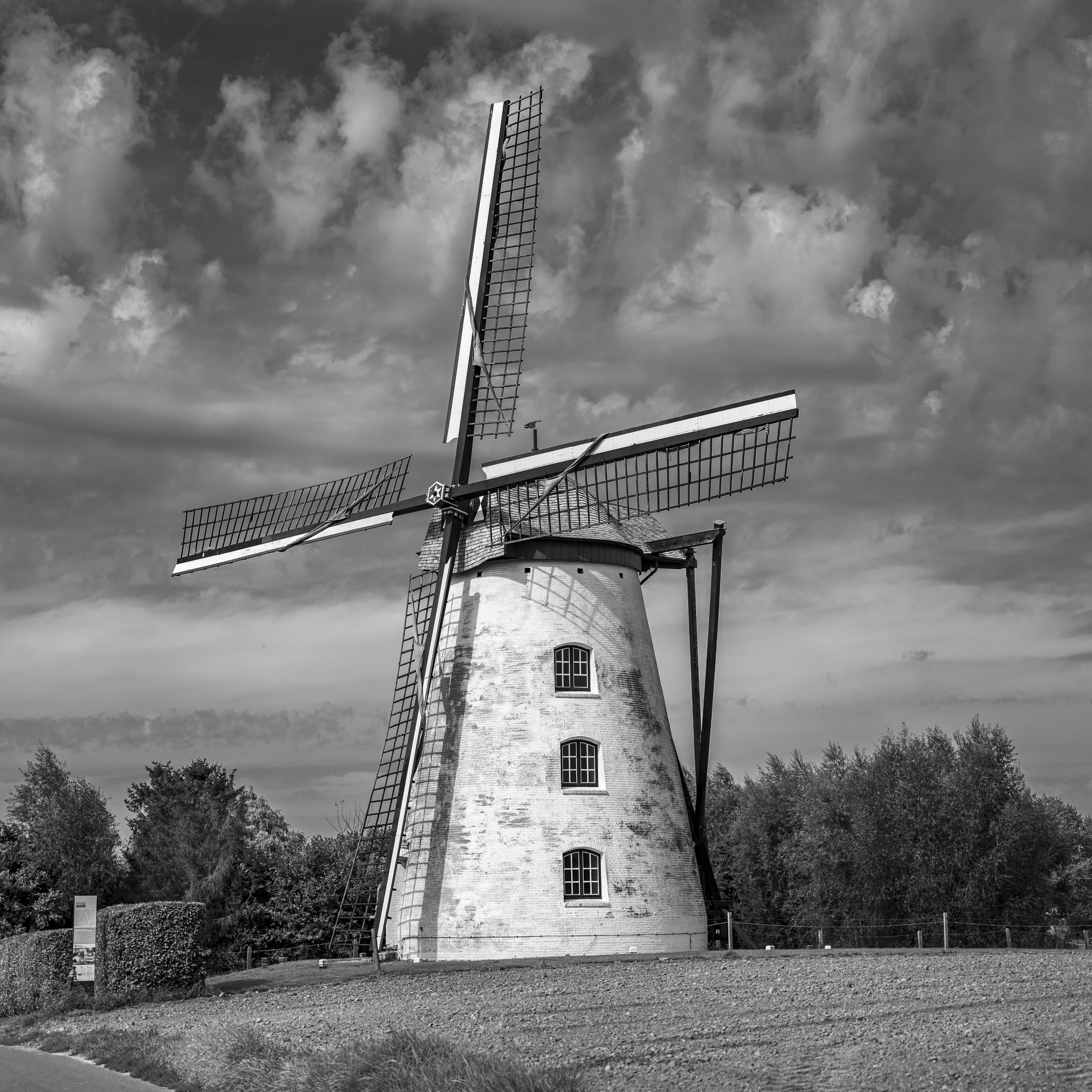
Verbeekmolen

## Afbeeldingen

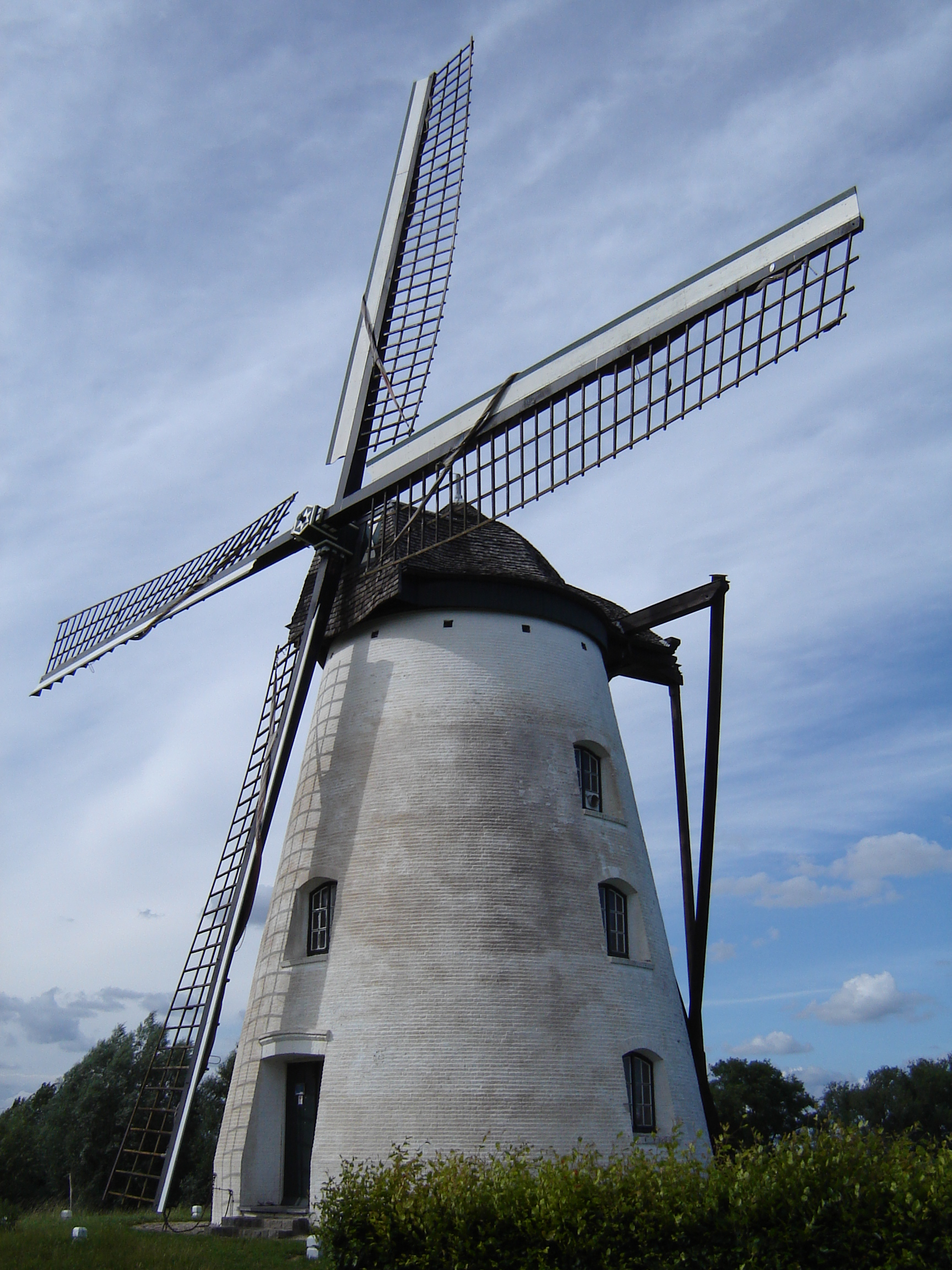